# Burela
Burela es un municipio de España perteneciente a la provincia de Lugo, en la comunidad autónoma de Galicia. Forma parte de la comarca de La Mariña Central. En 2024 contaba con una población de 9547 habitantes. Se trata de un municipio costero situado a orillas del mar Cantábrico con una extensión de 7,78 km², creado el 15 de diciembre de 1994 a raíz de la segregación de la parroquia homónima del ayuntamiento de Cervo.
Su puerto pesquero es uno de los más importantes de la costa cantábrica y cuenta con una gran flota de barcos. La población ha crecido en los últimos años del siglo XX considerablemente. Su economía se basa principalmente en la pesca, destacando las capturas de merluza, pez espada y bonito. Como consecuencia de esta actividad se ha desarrollado también una industria conservera de gran calidad. Además de esto cuenta también con industrias de cerámicas, astilleros y madereras.
Debido a la gran demanda de personal para trabajar en el mar, Burela es un núcleo multicultural en el que actualmente reside una amplia comunidad de caboverdianos (establecidos desde finales de los setenta) y recientemente se ha incrementado la llegada de peruanos, indonesios, etcétera.

## Toponimia
Posiblemente deriva de *(villa) Burella, indicando su situación próxima al río Burellum, citado en un documento de 1096. 
En cuanto al topónimo Burellum, estudiosos como E. Bascuas lo derivan de la raíz indoeuropea *bher- 'hervir', frecuente en la hidronimia europea.

## Símbolos
El escudo heráldico y la bandera que representan al municipio fueron aprobados oficialmente el 30 de mayo de 1996. El escudo se blasona de la siguiente manera:

«Ondado de azur y plata con un faro de oro acompañado en lo alto de una torques de oro brochantes. Al timbre, corona real cerrada.»
Diario Oficial de Galicia nº 114 de 11 de junio de 1996 Diario n.º 152 de 05/08/1996. Corrección.-Decreto 229/1996

La descripción textual de la bandera es la siguiente:

«Partido de azul oscuro o marino al asta (1/3), con el faro de amarillo y la torques de amarillo, y de azul claro o celeste al batiente (2/3).»
Diario Oficial de Galicia nº 114 de 11 de junio de 1996 Diario nº 152 de 05/08/1996. Corrección.-Decreto 229/1996.

## Geografía
La localidad capital del municipio está situada en el norte de la provincia de Lugo en la costa del mar Cantábrico a una altitud de 25 m s. n. m.. El municipio limita al norte y al este con el mar Cantábrico, al sur con Foz y al oeste con Cervo.
| Noroeste: Mar Cantábrico | Norte: Mar Cantábrico | Noreste: Mar Cantábrico |
| Oeste: Cervo             |                       | Este: Mar Cantábrico    |
| Suroeste: Cervo          | Sur: Foz              | Sureste: Foz            |

En el municipio de Burela se localizan las playas de A Marosa, Ril, O Cabaliño, O Portelo, O Penoural y O Cantiño. Todas ellas responden a unas características similares. Son playas localizadas a pie de acantilado en donde en ocasiones se cuenta con una amplia extensión de arena. La arena está formada por minerales cuarcíticos de matriz arenosa y trozos de conchas que provienen de la fauna marina.

### Clima
El clima en Burela es templado con una temperatura media de 14,1 °C y una precipitación anual media de 910 mm.

## Historia
Los primeros indicios de poblamiento en los límites de la parroquia corresponden a un castro situado en la parte extrema del cabo, en un pequeño alto, muy cerca del mar, un lugar estratégico desde donde se divisa toda la costa.
La población castreña ha dejado su huella en los instrumentos encontrados en una finca llamada "Chao de Castro". Nos referimos a la arracada y al torques de Burela. El torques, descubierto en 1945, que actualmente se encuentra en el Museo Provincial de Lugo, es una pieza de oro de veintitrés quilates, formada por una gruesa varilla en el centro y romboidal en los bordes, y sus extremos se rematan con "doble tronco de cono". 

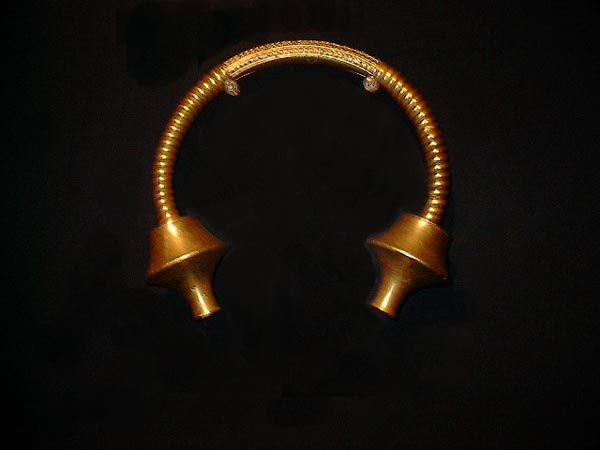
Torques de Burela

En 1593 Felipe II incorpora a la Corona Real la jurisdicción del coto redondo de Santa María de Burela y concede una carta privilegio a favor del obispo de Mondoñedo. Desde comienzos del siglo XVII hasta 1834, en que el reino de Galicia se componía de siete provincias, la provincia de Mondoñedo constaba de dieciséis cotos redondos, entre ellos estaba Santa María de Burela.
Con la Constitución de las Cortes de Cádiz (1812) se terminan las antiguas jurisdicciones y señoríos y surgen los nuevos ayuntamientos. El de San Julián de Nois comprendía la parroquia de Santa María de Burela. Sin embargo, a partir de 1845 pasará a pertenecer al ayuntamiento de Cervo.
Entre las principales fuentes de riqueza se encontraban la pesca, la agricultura, la industria harinera y los telares. A lo largo de la Edad Media y hasta el siglo XVIII, la pesca de ballenas fue una de las actividades económicas de mayor relieve en Burela. De hecho, contaba con ciento dieciséis familias, tres embarcaciones en 1750 y seis en 1754. Aunque se cierran las reales fábricas en 1875, Burela continúa con la fabricación de caolines locales, que se embarcan rumbo a otros lugares de España. Ya en el siglo XX se inaugura la fábrica de cerámica Cucurny y las antiguas factorías de salazón se convierten en fábricas de conserva de pescado.
En el siglo XX los sistemas de pesca evolucionan y se llevan a cabo iniciativas como la construcci¢n de un muelle de abrigo, que se inicia en 1931, y la apertura del ferrocarril de la costa entre Ferrol y Gijón, inaugurado en 1972. Se generaliza la elecrificación parroquial, se instalan aserraderos y se intensifica la exportación de madera y caolín. Todas estas obras atraen mano de obra a Burela, que comienza a registrar una constante inmigración de toda la comarca vecina.
En 1986 la inauguración del Hospital Comarcal da Costa convertirá a Burela en capital sanitaria del norte de Lugo.
En 1994 el puerto de Burela se convierte en base de toda la flota bonitera española (unos trescientos cincuenta barcos) durante la llamada Guerra del bonito, tras el apresamiento del buque francés La Gabrielle.
El 15 de diciembre de 1994 la localidad de Burela se separa oficialmente de Cervo constituyéndose en ayuntamiento.

## Geografía humana

### Demografía
Cuenta con una población de 9547 habitantes (INE 2024).
| Gráfica de evolución demográfica de Burela entre 2001 y 2021 |
| |
| Población de derecho según los censos de población del INEEntre el censo de 2001 y el anterior, aparece este municipio porque se segrega del municipio 27013 (Cervo) |

La población tiene una edad media de 36 años, constituyendo la media más joven de la provincia. La población de la localidad sufrió un gran aumento a finales de 1970 y la década de los 80 gracias a la llegada de familias de otras zonas de la península, en especial Asturias y Castilla y León, debido al asentamiento en San Ciprián de la empresa pública Alúmina Aluminio (ahora privatizada como Alcoa). También en esta época es cuando comienza a llegar poco a poco la hoy importante comunidad caboverdiana.

### Economía

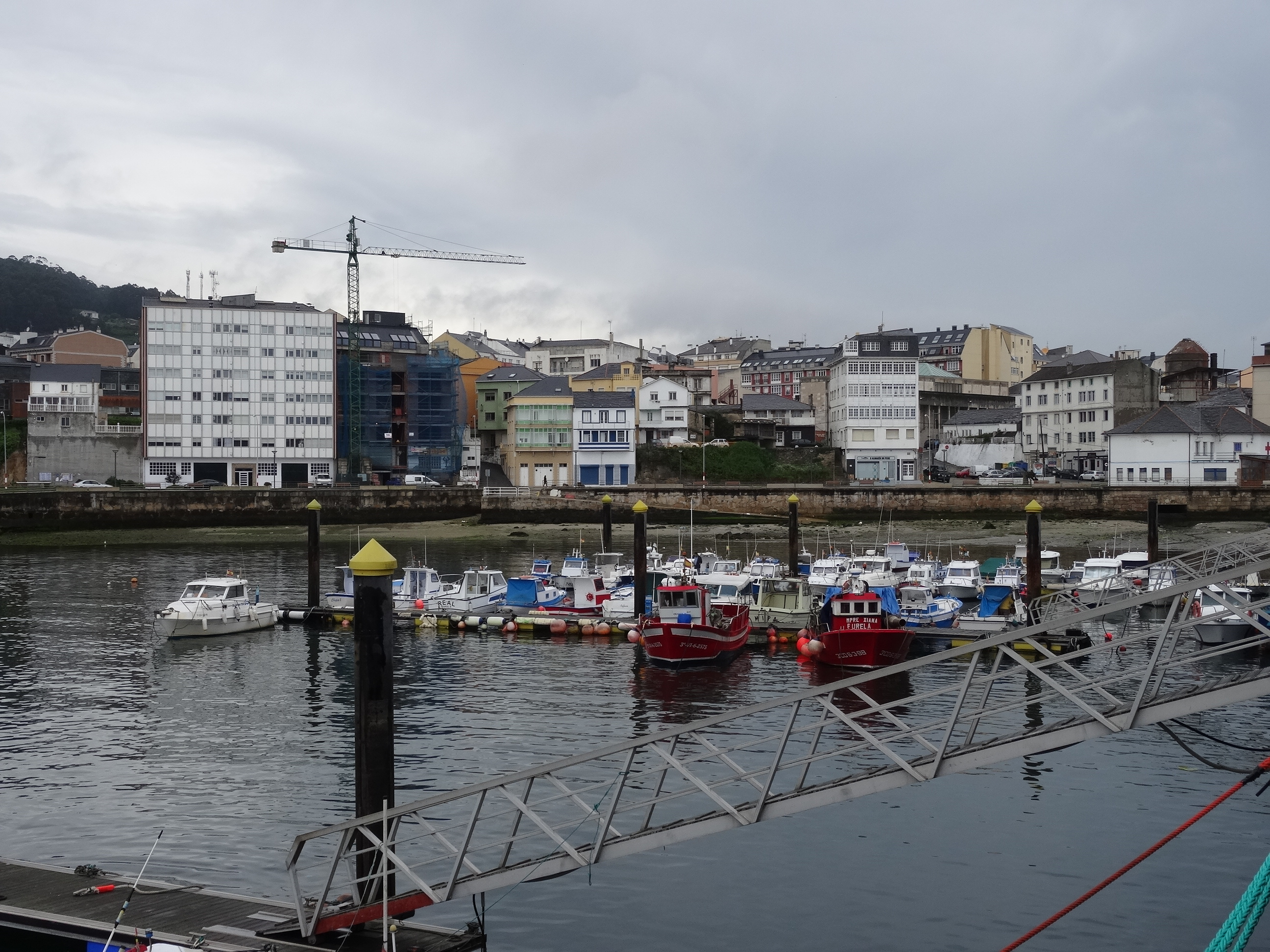
Puerto de Burela

La principal actividad económica local es la pesca, Burela posee una importante flota pesquera y un importante puerto dedicado tanto a actividades pesqueras como comerciales (caolín, cemento, madera...). Existen también en la localidad industrias de caolín, serrerías, astilleros, cerámicas... Además también existen aportes económicos importantes derivados de la presencia del hospital comarcal y de la proximidad del complejo industrial Alcoa, multinacional americana dedicada a la transformación de aluminio.
Actualmente está apareciendo un incipiente sector de servicios y turístico en la villa, lo que ha derivado en un gran crecimiento de las plazas hoteleras en la localidad.

## Administración y política
| Año  | PP         | PSdeG-PSOE | BNG       | OTROS                 |
| ---- | ---------- | ---------- | --------- | --------------------- |
| 1995 | 9 escaños  | 3 escaños  | 1 escaño  | 0 escaños             |
| 1999 | 10 escaños | 1 escaño   | 2 escaños | 0 escaños             |
| 2003 | 7 escaños  | 2 escaños  | 3 escaños | 1 escaño (CDS)        |
| 2007 | 6 escaños  | 5 escaños  | 2 escaños | 0 escaños             |
| 2011 | 7 escaños  | 5 escaños  | 1 escaño  | 0 escaños             |
| 2015 | 4 escaños  | 7 escaños  | 2 escaños | 0 escaños             |
| 2019 | 4 escaños  | 6 escaños  | 3 escaños | 0 escaños             |
| 2023 | 5 escaños  | 5 escaños  | 2 escaños | 1 escaño (SON Burela) |

| Periodo   | Alcalde                       | Partido Político |
| --------- | ----------------------------- | ---------------- |
| 1995      | Manuel Parga Núñez            | Gestora Vecinal  |
| 1995-2005 | Manuel Món Rouco              | PP               |
| 2005-2007 | José María González Barcia    | PP               |
| 2007-2011 | Alfredo Llano García          | PSdeG-PSOE       |
| 2011-2015 | José María González Barcia    | PP               |
| 2015-2023 | Alfredo Llano García          | PSdeG-PSOE       |
| 2023-     | María del Carmen López Moreno | PSdeG-PSOE       |

## Monumentos y lugares de interés

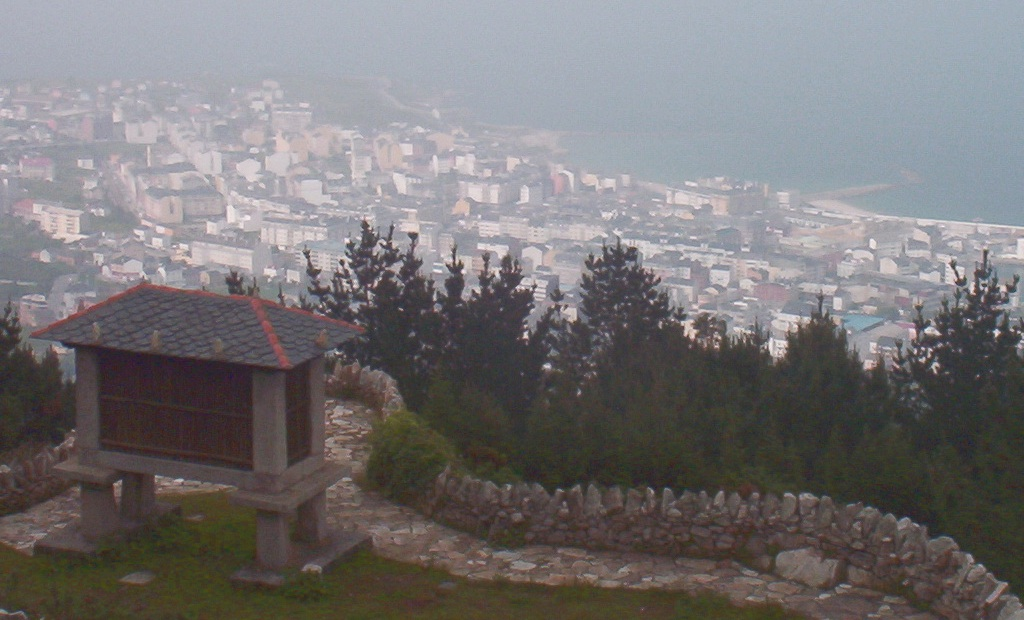
Vista desde O Castelo

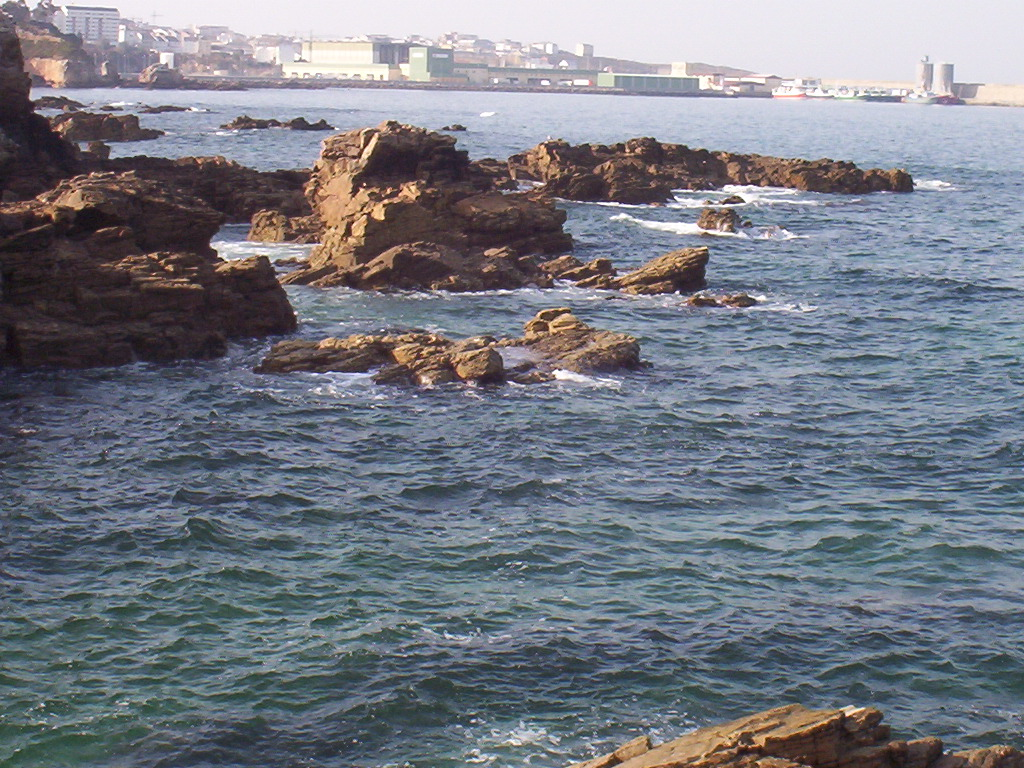
Zona geológica de O Perdouro

- Zona geológica de O Perdouro. Formación geológica costera situada frente al puerto.

- Asentamiento prerromano de Chao de Castro, próximo al paseo marítimo que une las playas de Ril y O Portelo.

- Hipocausto romano datado inicialmente entre los siglos II y III cerca del puerto de Burela.

- Barco museo Reina do Carme. Es un símbolo, homenaje y testigo de la vida de los hombres en el mar, el cual está situado en el puerto de Burela.

- A Marosa. Cuenta con la playa de A Marosa, las instalaciones deportivas de la S.D. Burela y un paseo marítimo.

- O Portelo. Playa en pleno casco urbano de la población. Unida con La Marosa por el paseo marítimo anterior. Está pegada a una pequeña cala llamada O Cabaliño. Entre A Marosa y O Cabaliño se ubica otra pequeña cala llamada Praia de Ril.

- Barrio del Cantiño. Zona residencial que cuenta con la playa de O Cantiño y un paseo marítimo con una zona de ocio (parque, zona de barbacoas...).

- El monte Castelo. Zona de recreo situada en la cima del monte castelo (340 m). Cuenta con un campo de tiro, una ermita y un mirador con magníficas vistas.

- Parque Rosalía de Castro. Zona de recreo situada en el centro de Burela donde hay numerosas actividades para los niños y ancianos.

- Iglesia de Vila do Medio con pinturas murales que datan de la Edad Media.

- Puerto pesquero. Uno de los más importantes de Galicia.

- Asentamiento prerromano de Chao de Castro, próximo al paseo marítimo que une las playas de Ril y O Portelo.

## Servicios

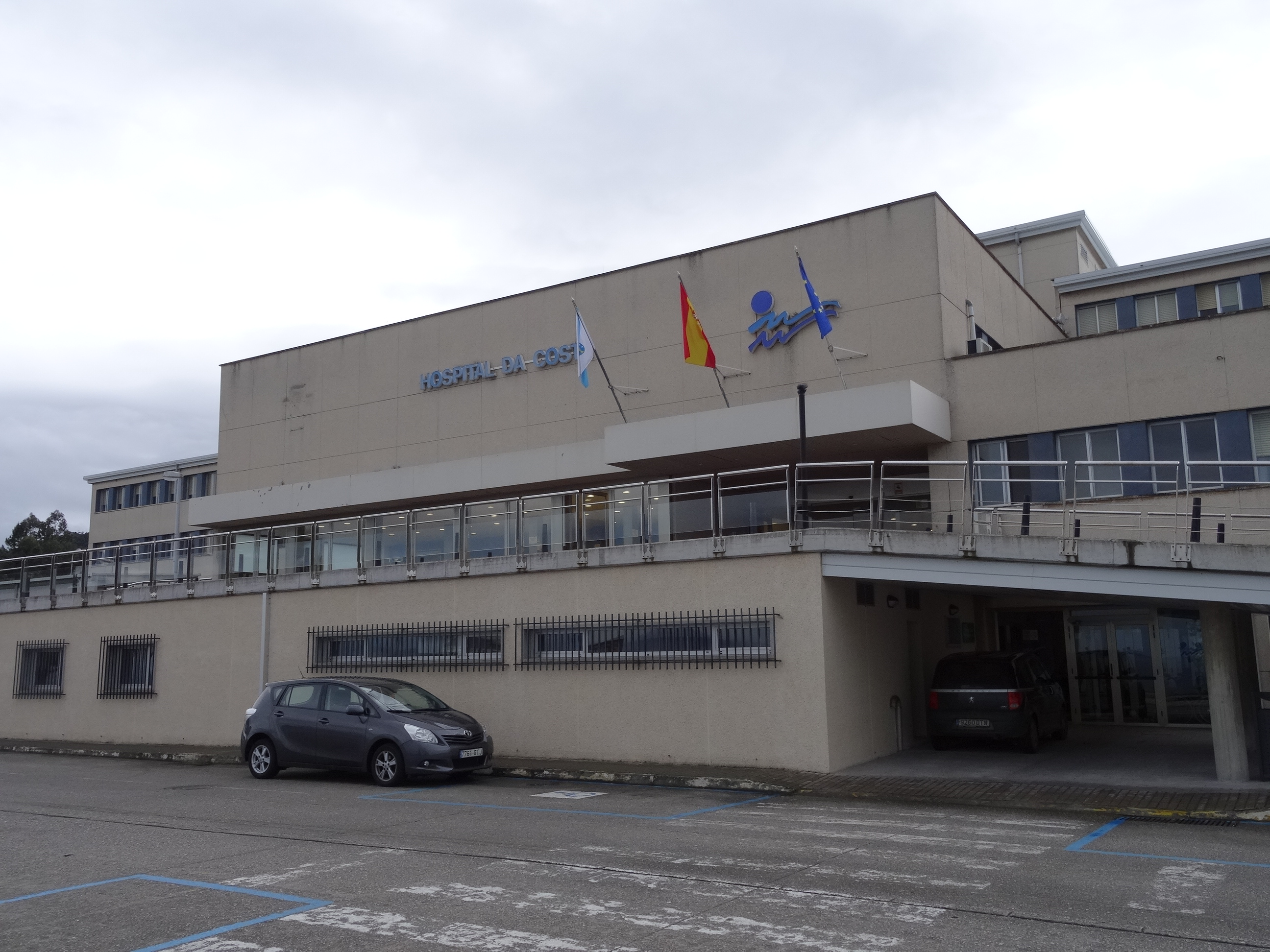
Hospital Público da Mariña

La localidad cuenta con servicios sanitarios como el Hospital Público da Mariña, centro de salud público, el centro comarcal de drogodependencias y una residencia de la tercera edad. Además de servicios de policía local, casa cuartel de la Guardia Civil, capitanía Marítima y Juzgado de Paz.
Los principales servicios culturales de la localidad son la Casa de la Cultura con una biblioteca de dos plantas, un auditorium con capacidad para 898 personas, una sala permanente de exposiciones y un salón de conferencias (antigua biblioteca). Además existe una Casa de la Juventud situada en el antiguo parvulario desde donde emite la emisora municipal Radio Burela (107.7 FM).
Entre los servicios educativos Burela cuenta con guardería municipal, dos colegios (Virxe do Carme y Vista Alegre) y dos institutos (IES Monte Castelo e IES Perdouro).

### Transporte

#### Carreteras
La principal carretera que transcurre por el ayuntamiento es la N-642, conocida como Carretera de la Mariña que transcurre entre Ferrol y Foz. Actualmente bordea la localidad de Burela en dirección noroeste-sureste, ya que hace varios años se construyó la circunvalación que suprimía el paso de la carretera por el centro de la población, descongestionando el tráfico de la avenida Arcadio Pardiñas.

#### Ferrocarril
Por el ayuntamiento de Burela pasa la línea de ferrocarril de vía estrecha que va desde Ferrol hasta Oviedo-Gijón, inaugurada en 1972, y perteneciente a Renfe-FEVE. En el centro de la localidad está situada la estación de ferrocarril de Burela.
Hay cuatro trenes diarios procedentes de Oviedo y Ribadeo con destino a Ferrol, y otros cuatro en sentido contrario, dos a Ribadeo y los otros dos a Oviedo. Los fines de semana pasa un tren turístico de lujo (Transcantábrico) entre los meses de marzo y octubre.

#### Autobuses y taxis
La estación de autobuses de Burela está situada en el centro de la localidad, junto a la de ferrocarril, y cuenta con conexiones regionales diarias a Lugo, La Coruña, Santiago o Ferrol, además de otras localidades de Galicia. En los meses de verano Arriva-Esfera opera una línea que cubre el trayecto Viveiro-Madrid diariamente y que pasa por la localidad.
Destaca la existencia de una línea de autobuses interurbanos que realiza diariamente el recorrido Vivero-Ribadeo; no obstante la mayor afluencia de viajeros de dicha línea se corresponde con la necesidad de acudir a los servicios sanitarios del Hospital Comarcal. Esta línea también es urbana ya que realiza tres paradas dentro de la localidad (Estación, O Campón y Hospital).
La parada de taxis de la localidad se encuentra en pleno centro, en la plaza del Marinero, cercana a las estaciones de autobús y tren.

## Cultura

### Fiestas

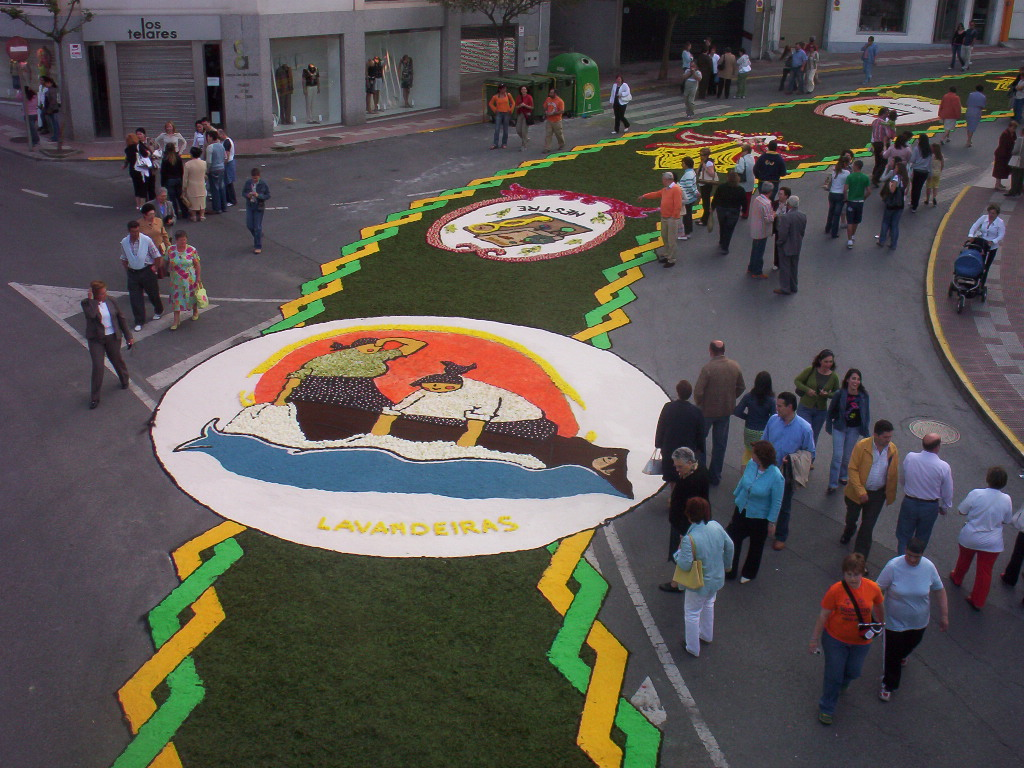
Alfombras florales en las fiestas patronales

- Mercado semanal: todos los viernes por la mañana en las calles del centro de la localidad.
- Fiestas de la Virgen del Carmen y San Juan: el primer fin de semana de junio. Dedicadas en honor a los marineros, antes de que salgan a la costera del bonito. Destaca la procesión de la Virgen del Carmen, que es sacada por los barcos del pueblo, especialmente engalanados para la ocasión. En el puerto, hermosas alfombras florales adornan la procesión.
- Fiesta Castrexa: el primer fin de semana de julio. Dedicada a la recreación del pasado castrexo de la villa, consiste en una competición entre los distintos clanes formados para la ocasión.
- Romería del monte Castelo: último fin de semana de julio. Romería y acampada durante tres días en la zona de recreo del monte Castelo.
- Fiesta del bonito: primer sábado de agosto. Fiesta gastronómica de interés turístico, dedicada al bonito de Burela desde 1984, se celebra en la explanada del puerto pesquero.
- Festival Osa Do Mar: mediados de agosto. Festival de música alternativa realizado por numerosos escenarios instalados en las calles del pueblo.

### Deporte
Burela cuenta con una amplia infraestructura deportiva, que incluye dos campos de fútbol, tres polideportivos, pistas de tenis y pádel y un skate park.
El equipo deportivo más representativo de la ciudad es el CD Burela FS que participa en la Primera División del fútbol sala nacional (LNFS) teniendo como principal patrocinador a la empresa "Pescados Ruben" y juega en el pabellón municipal Vista Alegre.
La Sociedad Deportiva Burela, con más de cincuenta años de existencia, compite actualmente en la Primera Autonómica Gallega de fútbol. 
Existen también otros clubs deportivos en la localidad, en disciplinas como el baloncesto, el ciclismo, el tenis y pádel, el tenis de mesa...

## Ciudades hermanadas
- Tíjola (España) desde 1990
- São Miguel de Aranjo (Cabo Verde) desde 2000